# Römisches Gräberfeld Spangdahlem
Koordinaten: 49° 59′ 26″ N, 6° 40′ 45″ O
Das Römische Gräberfeld Spangdahlem ist ein römisches Grabfeld in der Ortsgemeinde Spangdahlem im Eifelkreis Bitburg-Prüm in Rheinland-Pfalz.

## Beschreibung
Es handelt sich um ein römisches Gräberfeld nördlich von Spangdahlem am sogenannten „Klausberg“. Das Gräberfeld befindet sich zudem in unmittelbarer Nähe zum Friedhof an der Nikolauskapelle.
Das Gräberfeld lässt sich in die erste Hälfte des 1. Jahrhunderts n. Chr. einordnen und zählt somit zur Epoche der Römer.

## Archäologische Befunde
Durch verschiedene Arbeiten wurden an dieser Örtlichkeit mehrfach römische Gräber zerstört. Der erste belegte Fund ist eine Art Urne, die im Jahre 1915 entdeckt wurde. Diese befand sich in einer quadratischen Steinsetzung. Im Jahre 1958 wurden erneut Gräber zerstört. Zu den bekannten Beigaben zählen die Fragmente von zwei Tellern. Diese wurden 1964 in das Rheinische Landesmuseum Trier eingeliefert und konnten als frührömisch datiert werden. Aufgrund der Funde geht man heute von einem in der ersten Hälfte des 1. Jahrhunderts n. Chr. einsetzenden Gräberfeld aus. Die Ausdehnung ist aufgrund fehlender Untersuchungen noch nicht bekannt.
Neben den römischen Gräbern wurden angeblich auch fränkische Gräber entdeckt und ebenfalls zerstört. Es liegen allerdings keine Angaben über mögliche Funde aus diesen Gräbern vor, sodass die Existenz der Frankengräber nicht gesichert ist.

## Erhaltungszustand und Denkmalschutz
Das Gräberfeld ist nach der mehrfachen Zerstörung und der Bergung der Funde nicht mehr vor Ort erhalten. Möglicherweise existieren jedoch weitere, bisher unentdeckte Gräber. Das Gräberfeld befindet sich heute innerhalb einer landwirtschaftlich genutzten Fläche.
Das römische Gräberfeld ist als eingetragenes Kulturdenkmal im Sinne des Denkmalschutzgesetzes des Landes Rheinland-Pfalz (DSchG)  unter besonderen Schutz gestellt. Nachforschungen und gezieltes Sammeln von Funden sind genehmigungspflichtig, Zufallsfunde an die Denkmalbehörden zu melden.